# XM Satellite Radio
XM Satellite Radio, ou XM Radio, NASDAQ : XMSR est un opérateur américain de radio numérique par satellite.
Le titre était coté NASDAQ avec le code XMSR. Il est retiré de cotation en 2008 à la suite du rachat par Sirius Satellite Radio, qui deviendra par la suite Sirius XM.

## Présentation
En 2008, XM comprend 239 stations de radio sans publicité (parmi lesquelles 68 chaînes musicales, 30 chaînes d'information, de divertissement ou de sport et une vingtaine de chaînes locales).
Le système utilise deux satellites géostationnaires appelés Rock et Roll situés respectivement à 115°O et 85°O. Couvrant tout le continent nord-américain, ils ont été construits par Alcatel Space sur une plateforme Hughes System 702. La diversité apportée par les deux satellites situés à des orbites différentes permet d'améliorer la qualité de la transmission, notamment en cas de masquage d'un des deux satellites.
La transmission est effectuée en bande S.

## Histoire
En 2008 XM Stellite Radio est racheté par Sirius Satellite Radio.